# Arras-en-Lavedan
Arras-en-Lavedan é uma comuna francesa na região administrativa de Occitânia, no departamento dos Altos Pirenéus. Estende-se por uma área de 24,66 km², Em 2010 a comuna tinha 496 habitantes (densidade: 20,1 hab./km²)..